# مسجد آخوند (اراک)
مسجد آخوند از اولین مساجد شهر اراک بوده که در محله حصار بنا شده‌است. بانیان مسجد، اهالی محله حصار به سرپرستی آخوند ملا محمد ابراهیم کبیر بوده‌اند. وجه‌تسمیه نام مسجد، برگرفته از نام اولین امام جماعت آن (آخوند ملا ابراهیم سلطان‌آبادی) می‌باشد. در طاق مسجد، به دفعات تاریخ بنای این ساختمان، سال ۱۲۵۷ هجری قمری ذکر شده است. بخشی از ساختمان مسجد در زمان تعریض خیابان مولوی شرقی از بین رفت. این مسجد در کنار مسجد ارگ و مسجد حصار قدیمی‌ترین مساجد شهر اراک محسوب می‌شوند.